# Costachorema callistum
Costachorema callistum là một loài Trichoptera trong họ Hydrobiosidae. Chúng phân bố ở miền Australasia.